# Roger Lapassade
 (octobre 2024).
Pour les articles homonymes, voir Lapassade.
Roger Lapassade (1912-1999) était un écrivain et poète béarnais. Son nom de plume prend la forme de Rogèr de Lapassada ou il signe parfois du pseudonyme Cardinon (« le chardonneret »).

## Biographie
Il est né en 1912 à Aussevielle dans le Béarn puis a suivi sa carrière de professeur à Orthez où il est mort en 1999.
Son père, militaire aux Colonies, le confie à sa grand-mère d'Aussevielle où il entend parler la langue béarnaise.
Il fait ses études à Pau puis à l'École normale de Lescar (actuel Lycée Jacques-Monod). Il rencontre Marguerite Souffez en Bretagne et l'épouse en 1939.
La guerre en fait un artilleur qui est fait prisonnier dès le début de l'invasion.
C'est dans un stalag, entre Brême et Hambourg, qu'il approfondit sa spiritualité au sein d'un groupe d'entraide protestant. Tout en donnant des cours d'espagnol, au contact de camarades béarnais, bigourdans et landais, il réapprend la langue de son enfance qui devient pour lui un viatique salvateur. C'est à cette époque-là que naît sa vocation d'écrivain d'expression occitane.
Rapatrié sanitaire en 1944, il est nommé professeur de collège à Orthez où il exercera jusqu'à la retraite en 1967.

## Son œuvre
Après la guerre, sur les conseils de Miquèu Camélat, écrivain gascon, il poursuit le travail d'écriture entamé en captivité. Très vite il s'intéresse au mouvement occitaniste et délaisse peu à peu la vision passéiste du félibrige vieillissant.
En 1960, il fonde à Orthez l'association Per Nouste (actuellement Per Noste) qui a longtemps été la section béarnaise de l'Institut d'Études Occitanes. Elle compte parmi ses premiers adhérents l'historien médiéviste Pierre Tucoo-Chala avec qui il publie des cahiers pédagogiques à destination des écoles primaires, ainsi qu'un jeune hispanisant Robert Darrigrand.
Sous son impulsion, 1967 voit la naissance de la revue Per Noste (= « du côté de chez nous » i. e. « notre manière ici »).
À partir de ce moment le groupe des collaborateurs s'étoffe avec, entre autres, Gérard Lavignotte, Michel Grosclaude, Michel Darricades, Gilbert Narioo, puis Crestian Lamaison, etc.
L'association se consacre principalement à l'enseignement de la langue et édite de nombreux outils pédagogiques. Elle publie aussi de nombreux ouvrages et anime des manifestations culturelles dans le Béarn.
Roger Lapassade participe au lancement des premières calandretas, les écoles d'enseignement en occitan dès la maternelle.
Dès 1981, il collabore aux radios locales dont Voix du Béarn. Il a longtemps tenu une chronique sur l'actualité "Lo monde quin va" le samedi matin à Ràdio País.
Roger Lapassade est essentiellement un poète, même quand il écrit en prose. Un enregistrement de son recueil "Ua sason en país bramader", illustré par la musique de Joan Francés Tisnèr a été produit par Ràdio País. Plusieurs de ses textes ont été mis en musique par des chanteurs occitans, en particulier par Marcel Amont, Los de Nadau, Los deu Larvath, Delbeau et plus récemment par  Marilis Orionaa ou Joan Francés Tisnèr.  
Il est un pionnier, un humaniste qui a consacré sa vie à la défense et à la promotion de l'occitan du Béarn. Il a su allier une grande fermeté dans ses convictions et ses engagements avec un grand esprit de tolérance qui a durablement marqué ses interlocuteurs et ses lecteurs.
C'est un des écrivains majeurs du Béarn.

## Œuvres
Tous ses ouvrages ont été publiés par Per Noste Edicions.

### Prose
- Sonque un arríder amistós (1975 et réédition 1985) = « Seulement un rire amical »
- Ua sason en país bramader (1988) = « Une saison au pays où l'on pleure »
- Lo Hin de Torina, conte de Noël[1]

### Poésie
- Los camins deu cèu (1971, rééd. 1984) = « Les chemins du ciel ».
- Requisitòri (1992) = « Réquisitoire ».
- La cadena (1997) = « La chaîne ».
- Mots de Noste (édition posthume dirigée par Marilis Orionaa, 2002) = « Mots de chez nous ».

## Postérité
Une maison municipale d'Orthez porte le nom d'Espace Roger-Lapassade ; elle accueille notamment les assemblées générales de l'association Per Noste.
Il existe une rue Roger-Lapassade à Artix.